# 普集街道
普集街道，是中华人民共和国陕西省咸陽市武功县下辖的一个街道办事处。
2015年，陕西省民政厅批复同意撤销普集镇，设立普集街道办事处。

## 行政区划
普集街道下辖以下地区：
长青路社区、文汇路社区、后稷东路社区、人民路社区、李大村、田桂村、屈家村、营上村、闫家村、营西村、南显村、令新村、董家村、朱家村、半个城村、北显村、义南村、义老村、义李村、西高寨村、营南村、洪寨村、谭寨村、史家村、仁北村、仁南村、凹里村、上寨村、北坡村、肖马村、曹店村、何家村、弓家村、上显村、西何村、东何村、兴城村、赵村、靳家塬村、倪远村、下寨村和董辛村。